# Юсуф аль-Мустанджід Біллах
Юсуф аль-Мустанджід Біллах (*'1124 — 20 грудня 1170) — 32-й володар Багдадського халіфату в 1160—1170 роках. Тронне ім'я перекладається з арабської мови як «Той, хто має Божу допомогу». Повне ім'я — Абу'л-Музаффар Юсуф ібн мухаммад аль-Муктафі аль-Мустанджід Біллах.

## Життєпис
Походив з династії Аббасидів. Син халіфа аль-Муктафі II та грузинської наложниці таус. Народився у 1124 році в Багдаді. При народженні отримав ім'я Юсуф. Здобув гарну освіту, замолоду виявив хист до літератури і музики, цікавився наукою, зокрема астрономією. Згодом став допомагати батькові у державних справах.
У 1160 році після смерті аль-Муктафі II Юсуф стає новим халіфом під ім'ям аль-Мустанджід. Невдовзі вимушений придушити заколот, який влаштувала одна з дружин померлого халіфа. Після цього аль-Мустанджід продовжив справу попередника зі збереження незалежності халіфату в межах від Тікриту до Басри та від Куфи до Хузістану. Водночас спонукав правителів держави Зангідів на чолі з Нур ад-Діном до війни проти християнських держав у Сирії й Палестині. Згодом підбурював останніх до повалення влади Фатімідів в Єгипті. Втім, не дожив до остаточної перемоги сунітів (відповідно й духовної влади Аббасидів) у Каїрі.
У внутрішній політиці доклав зусиль до поліпшення економічної ситуації, для чого знизив податки на землі й мита. При цьому продовжив поширювати систему ікта (феодальне земельне володіння), що дало гарні результати. Також намагався зберігати невеличке, але сильне військо, основу якого переважно становили найманці араби і курди. Разом з тим був відомий як покровитель поетів і вчених, що знову зосередилися в Багдаді.
Помер у 1170 році внаслідок природної асфіксії. Йому спадкував один з синів аль-Хасан.